# Лощина (Ульяновская область)
Лощина — посёлок в составе Чердаклинского района Ульяновской области России, входит в сельское поселение Мирновское.  

## История
История посёлка началась в конце XIX века, с хутора Лощина, который принадлежал дворянину А. П. Наумову из села Головкино и имение Трубниковых—Шапроны .   
На 1930 год в Ерзовский сельсовет входили: Ерзовка, Лощина и Лесной кордон.   
В 1976 году часть территории колхоза «Чердаклинский» отошла под строительство Ульяновского авиационно-промышленного комплекса, под Лётно-испытательный комплекс (ЛИК), ныне аэропорт  Ульяновск-Восточный и особая экономическая зона Ульяновск-Восточный.  
В 2004 году посёлок вошёл в состав Мирновское сельское поселение.

## Население
| 2010 |
| ---- |
| 179  |

Национальный состав
Согласно результатам переписи 2002 года, в национальной структуре населения русские составляли  73 % из 170 человек.

## Улицы
- Новая (улица)
- Озерная (улица)
- Полевая (улица)
- Полевой (переулок)